# Lumino
Lumino est une commune suisse du canton du Tessin, située dans le district de Bellinzone.

Photo aérienne (1953).